# La Porcherie
La Porcherie  (en occitano, La Porcharia) es una comuna francesa situada en el departamento de Alto Vienne, en la región de Nueva Aquitania.

## Demografía
| 1027 | 931 | 777 | 693 | 608 | 619 | 505 |
| Para los censos de 1962 a 1999 la población legal corresponde a la población sin duplicidades (Fuente: INSEE [Consultar]) |     |     |     |     |     |     |